# Makegemse bossen
De Makegemse bossen vormen een bos- en natuurgebied van ongeveer 200 hectare in Merelbeke-Melle (Schelderode, Melsen, Munte) in de provincie Oost-Vlaanderen. Het boscomplex is genoemd naar het gehucht Makegem (uitgesproken als Makkegem).
Het gebied bestaat uit een mozaïek van verschillende bossen (Makegembos, Heilig-Geestgoed, Harentbeekbos, Bruinbos, Nerenbos, Makenbos, Luisdonkbos of Huisdonkbos en Hogenbos) omgeven door landbouwgebied. De Makegemse bossen maken deel uit van het Vlaams Ecologisch Netwerk en zijn Europees beschermd als onderdeel van Natura 2000-gebied 'Bossen van het zuidoosten van de Zandleemstreek'. Het zijn overwegend beukenbossen (ook fladderiep, boskers, haagbeuk, hazelaar, sporkehout en lijsterbes) met voorjaarsflora als bosanemoon, slanke sleutelbloem, muskuskruid, wilde hyacint, eenbes, gewone salomonszegel en dalkruid. 
Er leven reeën en eekhoorns, alsook de havik, wespendief, bonte specht, groene specht, zwarte specht, kamsalamander, vuursalamander, alpenwatersalamander, vinpootsalamander, kleine watersalamander. In 2012 werd de boommarter er gezien. 
Er zijn ook vele insecten, zoals de citroenvlinder (gonepteryx rhamni), het bont zandoogje (pararge aegeria), de europese hoornaar (vespa crabro) en de gewone meikever (melolontha melolontha).
Met het 'landschapsproject Rodeland'  wil men door bebossing in de valleien van de Gondebeek, Kerkesbeek en de Driesbeek de Makegemse bossen verbinden met het Aelmoeseneiebos.

## Afbeeldingen

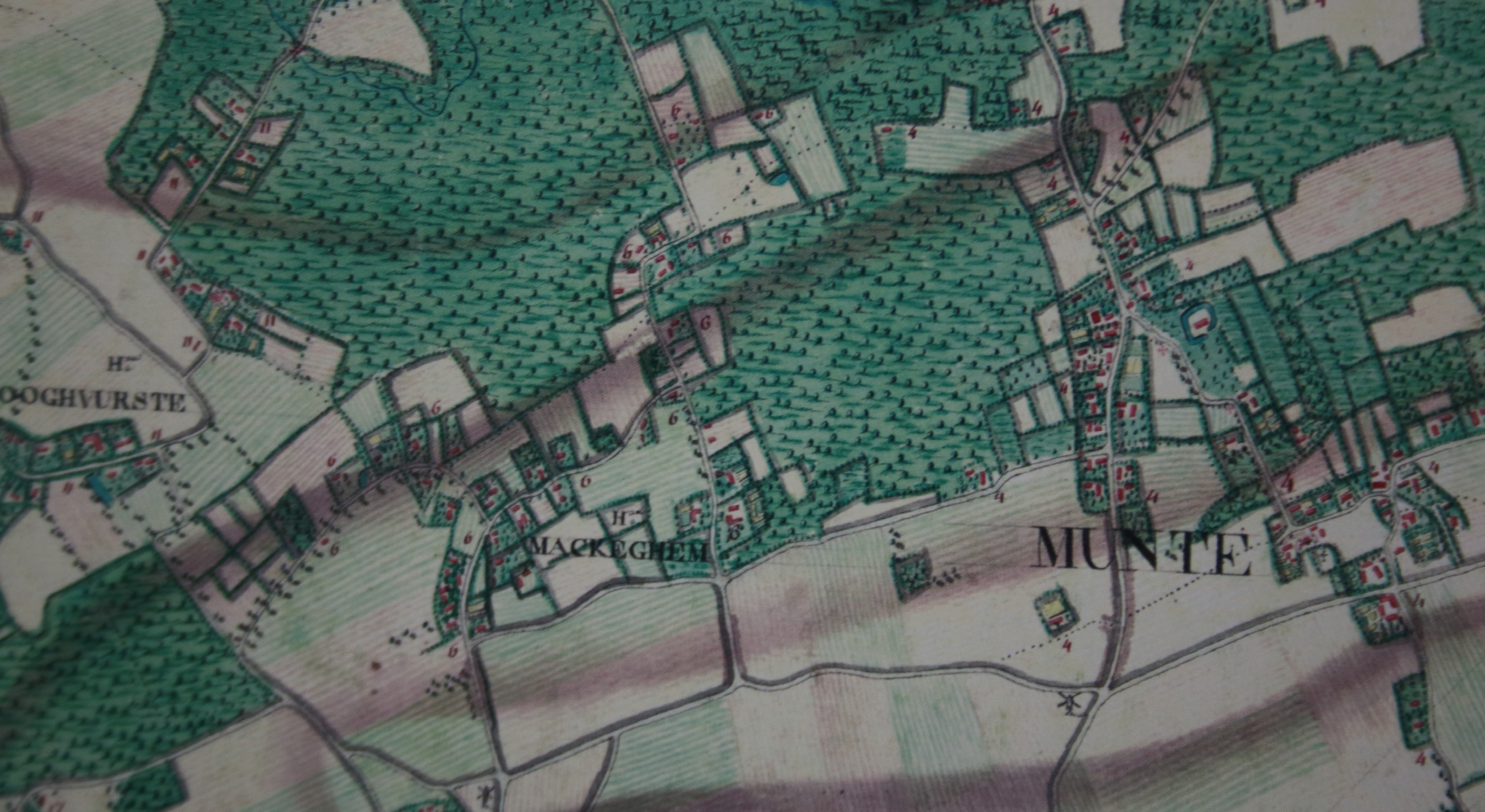
Makegemse bossen op de Ferrariskaart
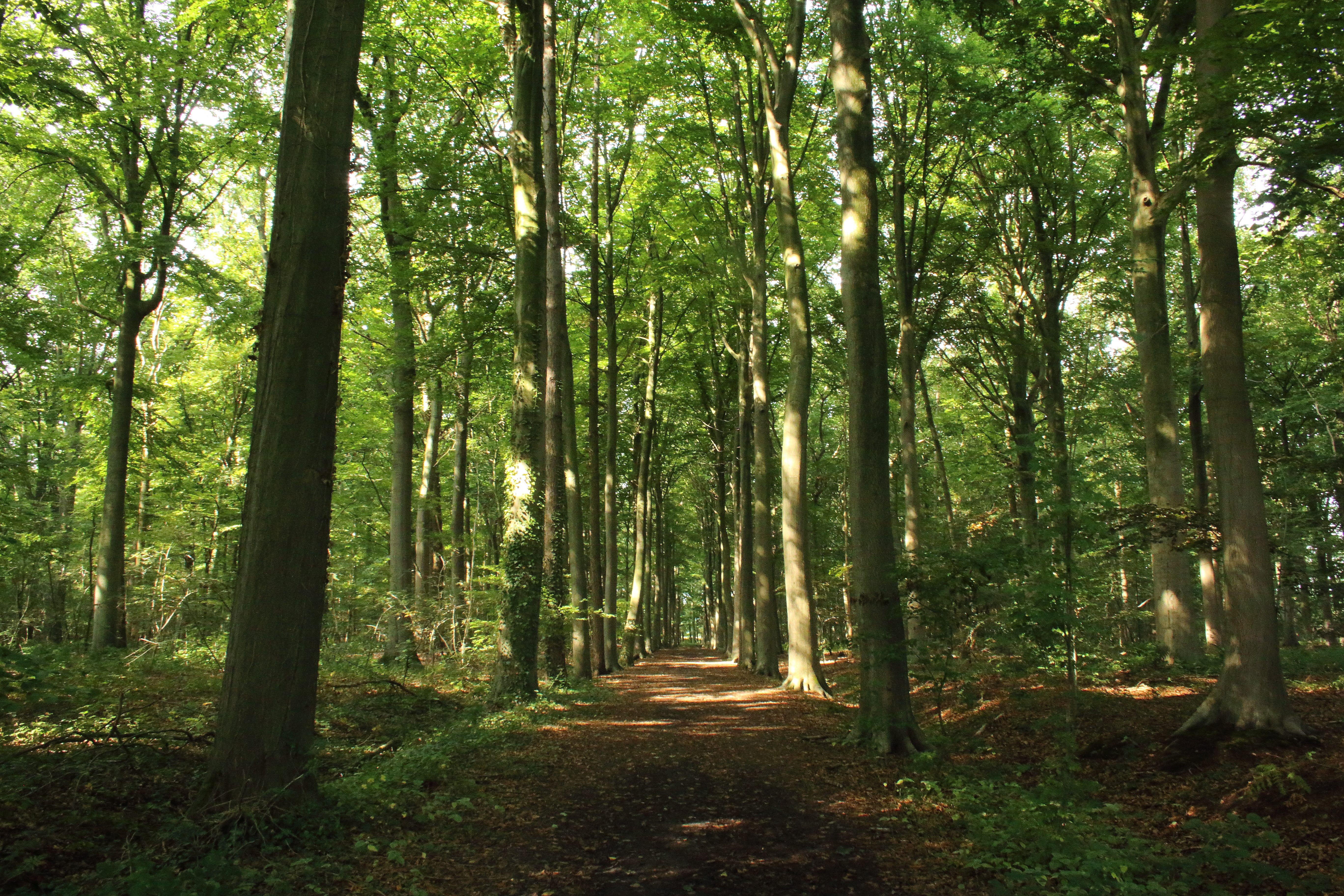
Heilig Geestgoed
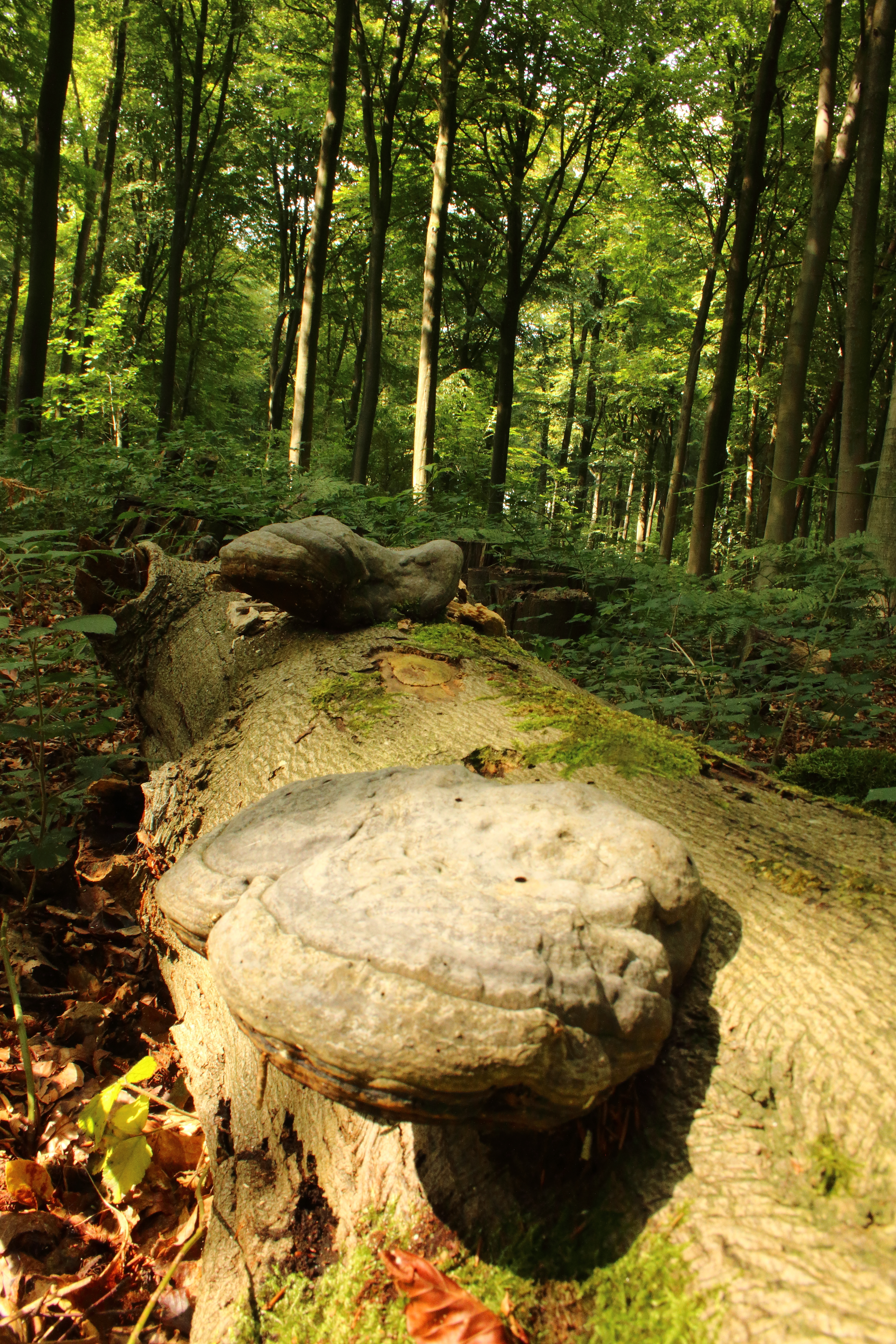
Harentbeekbos
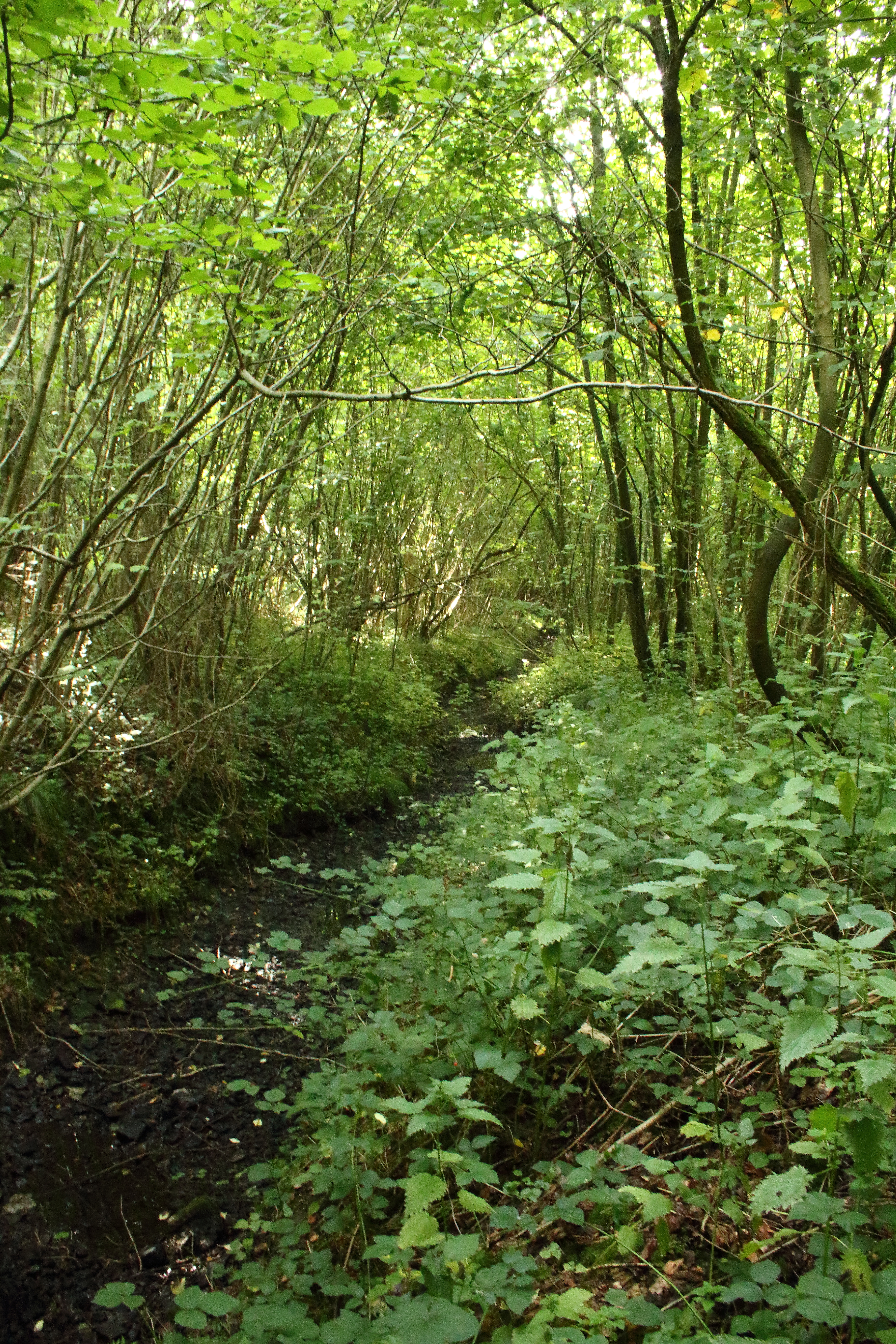
Makenbos
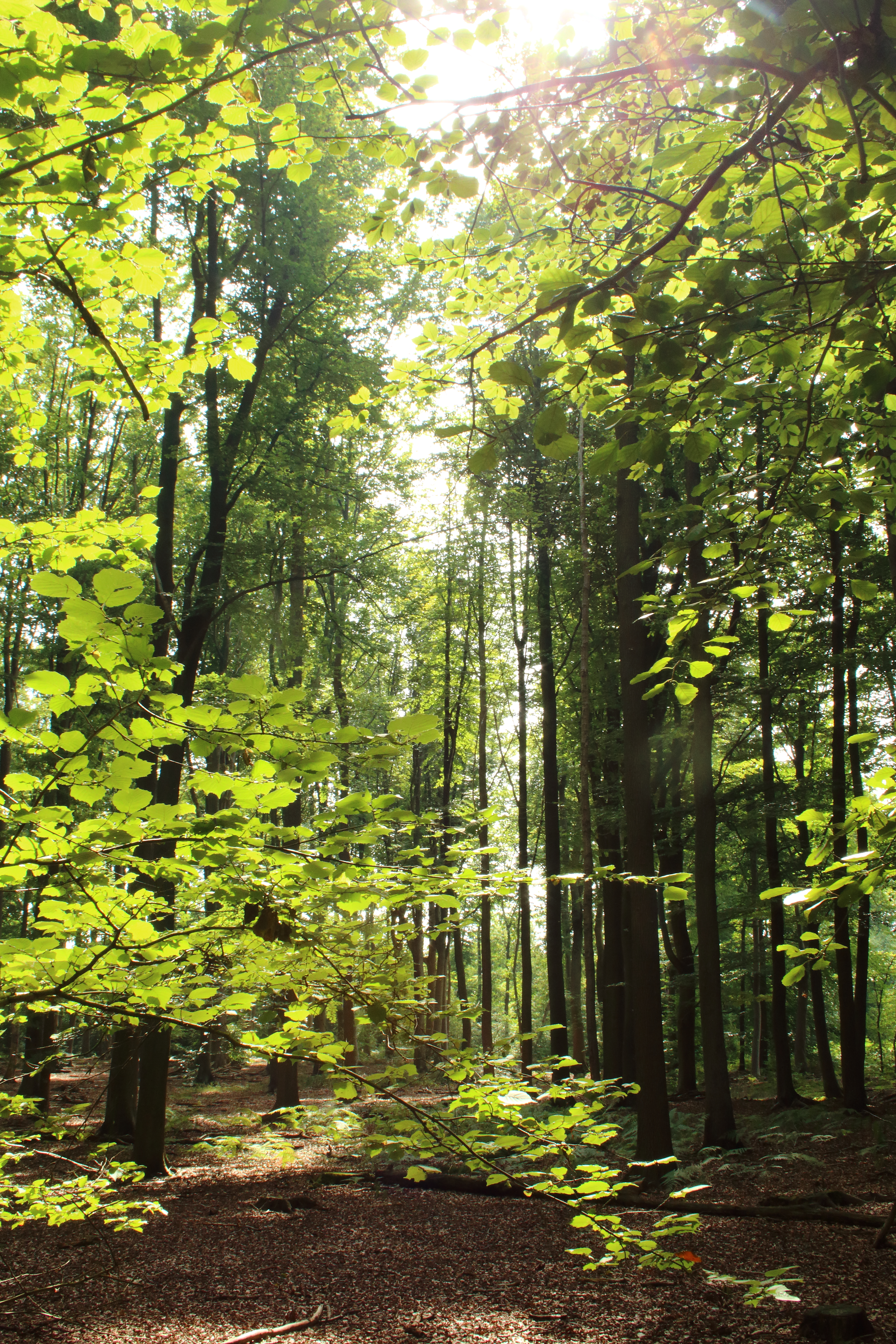
Bruinbos
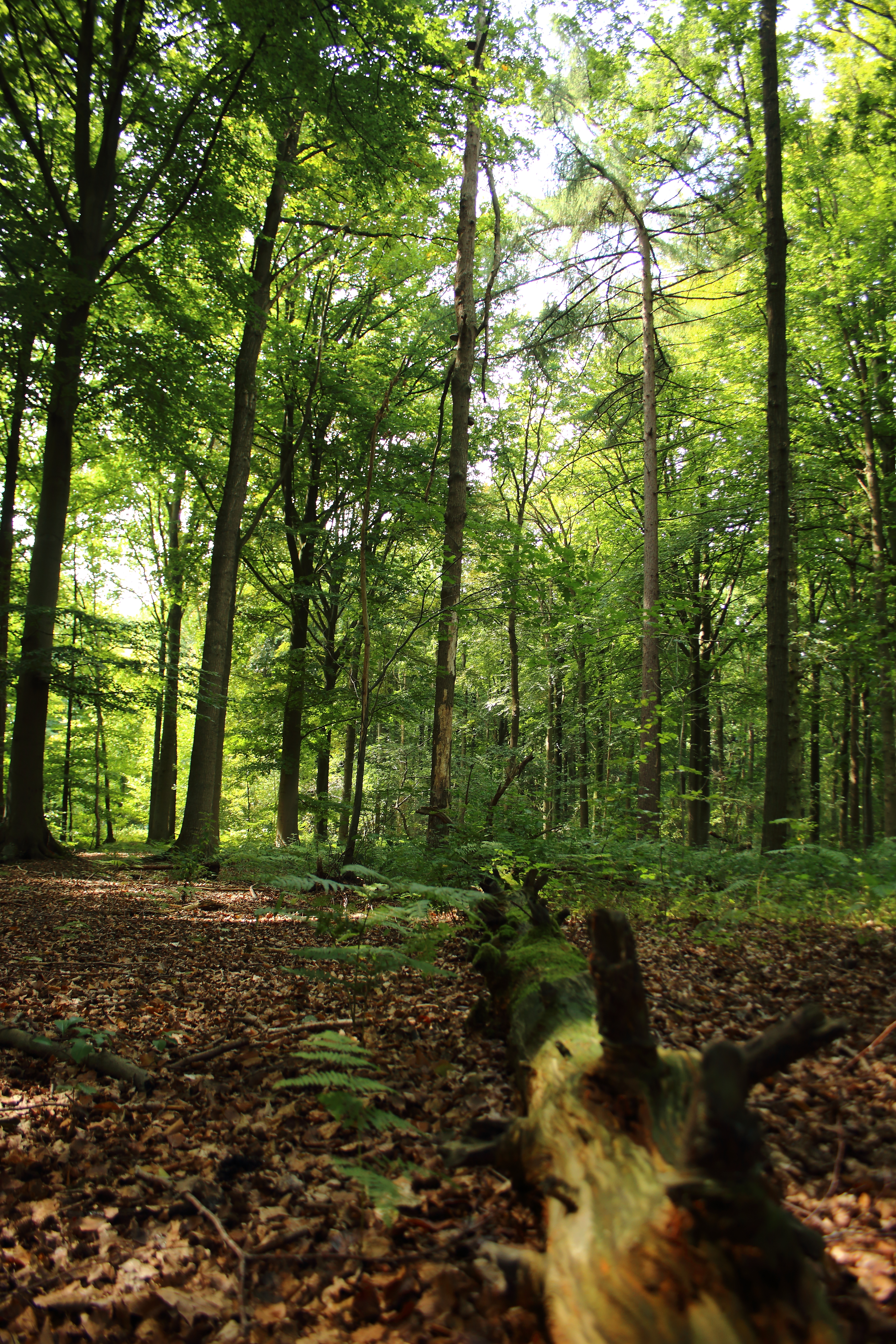
Nerenbos